# 内藤広前
内藤 広前（ないとう ひろさき、寛政3年（1791年）－慶応2年9月19日（1866年10月27日））は、幕末の国学者。初名は広庭。号は賢木園。
温和で記憶力に優れ歴史学、特に家系図について詳しかった。和学講談所出役を務めた後、尾張藩や紀伊新宮藩に仕えた。尾張藩主徳川斉朝は自己の蔵書にあった裏松固禅の『大内裏図考証』の補訂を広前に命じ、天保12年（1840年）にこれを完成させるとともに、固禅が生前に確定出来なかった部分を含めた大内裏図9葉を完成させた。続いて新宮藩主水野忠央の命によって『丹鶴叢書』の編纂に参加、『八代集作者伝』や『国史拾遺』（20巻）などの著作も著した。後に新宮藩で復刻が進められていた『尊卑分脈』の校訂に取り組んでいたが、志半ばで病死、跡を継いだ息子が内藤家を破産させ、広前の蔵書が全て失われたことは特に惜しまれたという。